# Mambo
 For alternative betydninger, se Mambo (flertydig). (Se også artikler, som begynder med Mambo)
Den musikalske genre Mambo blev skabt af den cubanske musiker  Orestes Lopez i 1937 – Genren blev i sin tidlige fase kaldt Danzón-Mambo, da den havde sit udspring i den mere end 150 år gamle musikalske genre Danzón.
Mambo blev spillet første gang offentligt i 1938 for radiostationen Mil Diez, da Lopez spillede i den cubanske musiker Antonio Arcaños band: Arcaño y sus Maravillas. Genren blev med tiden blot kaldt Mambo.
Musikken Mambo fik internationalt gennembrud i 1949 ved Cubaneren Perez Prado, der senere fik tilnavnet "The Mambo King" – Perez Prado har bl.a. komponeret Mambo Nr. 5.
Både musikken og dansen som opstod til musikken, har fået navn efter en Haitiansk Voodoopræstinde ved navn Mambo.

## Dansen
Den oprindelige dans Mambo starter for både manden og kvinden på højre ben på første taktslag i musikken, hvilket er atypisk, da stort set alle pardanse for kvinden danses på det modsatte ben af mandens, altså spejlvendt af hinanden: når herren er på det venstre ben, er kvinden på det højre.
Mambo danses med mange forskellige koreograferede trinsekvenser, og Cha Cha Cha-trinnene i dansen af samme navn stammer fra Mambo.
Den cubanske dans Mambo har intet at gøre med den Mambo (X-body Salsa), også kaldet On 2, der opstod i New York fra omkring 60’erne, som i sin tidlige fase blev danset til Mambo- og hurtigere Son-musik. 

## Eksterne kilder og henvisninger
- Wikimedia Commons har flere filer relateret til Mambo

 Der er for få eller ingen kildehenvisninger i denne artikel, hvilket er et problem. Du kan hjælpe ved at angive troværdige kilder til de påstande, som fremføres i artiklen.

| Musik | Spire Denne musikartikel er en spire som bør udbygges. Du er velkommen til at hjælpe Wikipedia ved at udvide den. |